# Велімір Бата Живоїнович
Велімір Бата Живоїнович (серб. Велимир Бата Живојиновић; 5 червня 1933, Корачіца під Космаєм — 22 травня 2016) — сербський актор.
Дебютував 1955 р. у фільмі «Pesma sa Kumbare», а за все своє життя знявся у понад 250 фільмах та серіалах. Особливо прославився партизанськими фільмами 1960-х-1970-х років. Особливо популярним у кіно його зробив фільм «Valter brani Sarajevo». Також є і політиком. Був декілька разів депутатом від Соціалістичної партії Сербії (від 1991 року є активним членом партії), а 2002 р. був кандидатом від цієї партії на президентських виборах.

## Біографія
Свій талант відкрив у 15 років, коли працював робітником сцени та іноді як статист у Академічному театрі у Белграді. Потім закінчив середні акторські школи в Нішу та Нові Саді, вищу Акторську академію в Белграді. Після цього багато років грав у Белградському драматичному театрі. За цей час відіграв понад 300 ролей.
1955 р. дебютував у кіно роллю директора Радоша Новаковіча у фільмі «Pesma sa Kumbare». Грав і героїв, і лиходіїв, легко перевтілювався в найрізноманітніші ролі. Протягом 1980-х рр. взагалі грав у великій кількості легких комедій.
Живоїнович мав проблеми зі здоров'ям. 17 жовтня 2006 р. його підвело серце й три роки змушений був лікуватися на Кубі. У 2012 році його схопив мозковий удар.
Є засновником та головою Спілки кіноакторів Сербії.
Помер 22 травня 2016 року в Белграді від гангрени.
Похований на Новому цвинтарі Белграда на Алеї почесних громадян.

## Фільмографія
- Pesma sa Kumbare (1955) — Велья з Білого Потока
- Останній колосок (1956)
- Cipelice na asfaltu — Младіч
- Klisura
- Tragom prestupa (1957)
- Суботній вечір (1957)
- Mali covek(1957)
- Te noci
- Zemlja
- Rafal u nebo (усі — 1958)
- Vetar je stao pred zoru (1959)
- Praznik (1967)
- Міст (1969)
- Битва на Неретві (1969)
- Сутьєска (1973)
- Lov u mutnom (1981)
- Битва на Косовому полі (1989)
- Dama koja ubija (1992)
- Красиві села красиво горять (1996)
- Seljaci (2001)
- Led (2012).

Усього — 282 фільми та серіали з участю цього актора, іноді по кілька фільмів на рік.